# 수소선

수소선(hydrogen line), 21 센티미터 선(21 centimeter line), 중성수소선(HI line)은 전기적으로 중성 상태인 수소 원자의 에너지 상태가 초미세구조사이에서 변하면서 만들어지는 전자기 복사 스펙트럼선이다. 진동수 1420.40575 메가헤르츠, 진공에서의 파장 21.10611405413 센티미터이다.

## 같이 보기
- 발머 계열
- 우주의 역사
- 수소 스펙트럼 계열
- 뤼드베리 공식